# Felicià de Foligno
Felicià de Foligno (ca. 160 - † ca. 250) és un sant catòlic, patró de Foligno, a Itàlia.

## Hagiografia
Segons la tradició cristiana, va néixer a Forum Flaminii, l'actual San Giovanni Profiamma, a la Via Flamínia, al si d'una família cristiana vora el 160. Fou un estudiant espiritual del Papa Eleuteri, i va evangelitzar Foligno, Spello, Bevagna, Assissi, Perusa, Norcia, Plestia, Trevi i Spoleto.
Fou posteriorment consagrat bisbe de Foligno pel Papa Víctor I l'any 204, fou el primer bisbe que va rebre el pal·li com a símbol del seu poder. Va ordenar sacerdot a Valentí de Roma. El seu episcopat va durar més de 50 anys; fou un dels primers bisbes cristians del nord d'Itàlia. Fou arrestat amb 94 anys i va rebutjar adorar els déus romans durant la persecució de Deci. Fou torturat i fuetejat, i va morir fora de Foligno mentre el traslladaven a Roma per executar-lo.

## Veneració
Es va construir una església sobre la seva tomba a Foligno. Les seves relíquies foren traslladades a Metz el 4 d'octubre del 970, i algunes relíquies el 965 a Minden (Rin del Nord-Westfàlia); Felicià fou així erròniament considerat un bisbe d'aquesta ciutat alemanya, i que tenia una festa a part el 20 d'octubre, un error que va entrar al martirologi romà. Algunes relíquies foren tornades després a Foligno el 1673-1674.

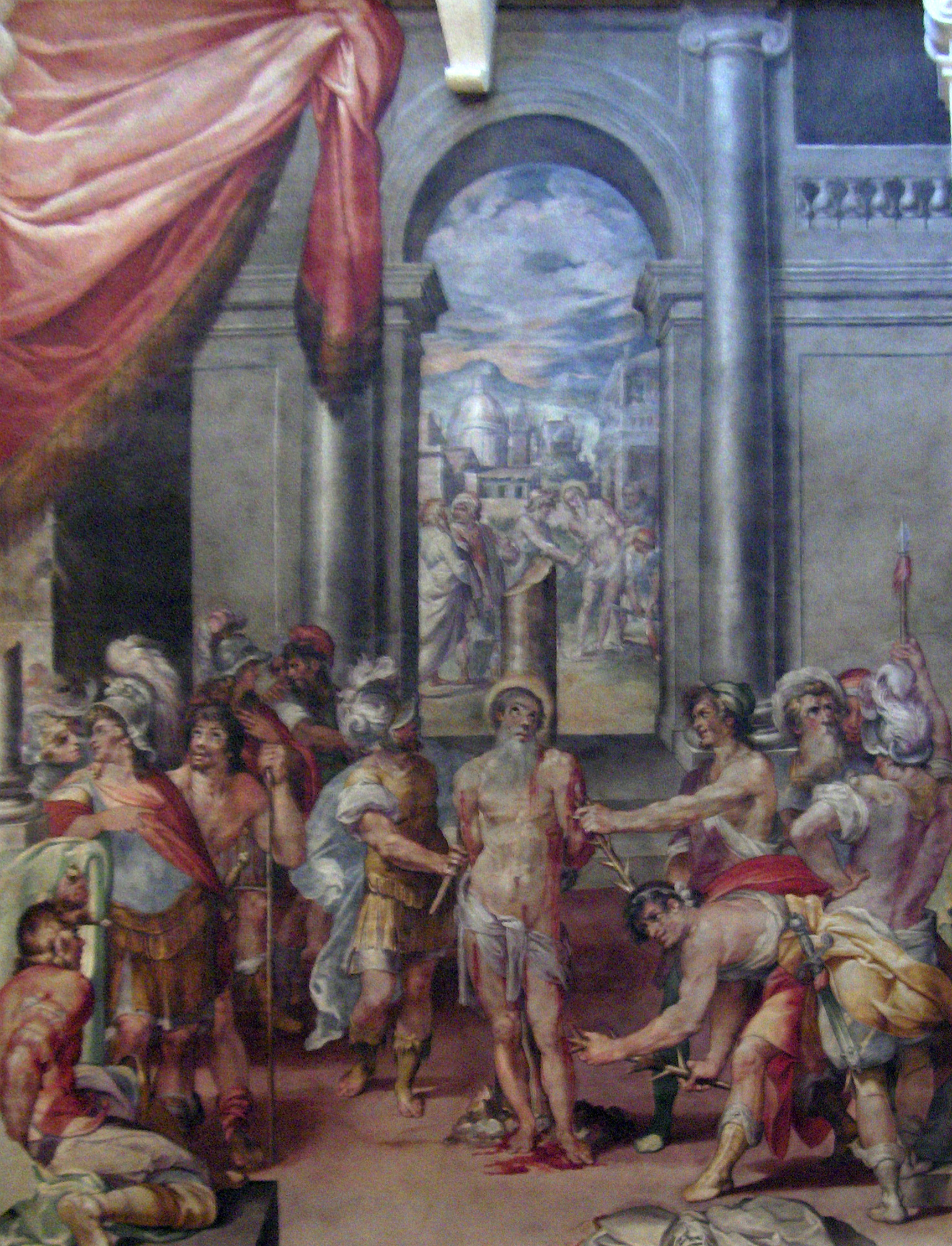
Escena de la vida de Sant Felicià
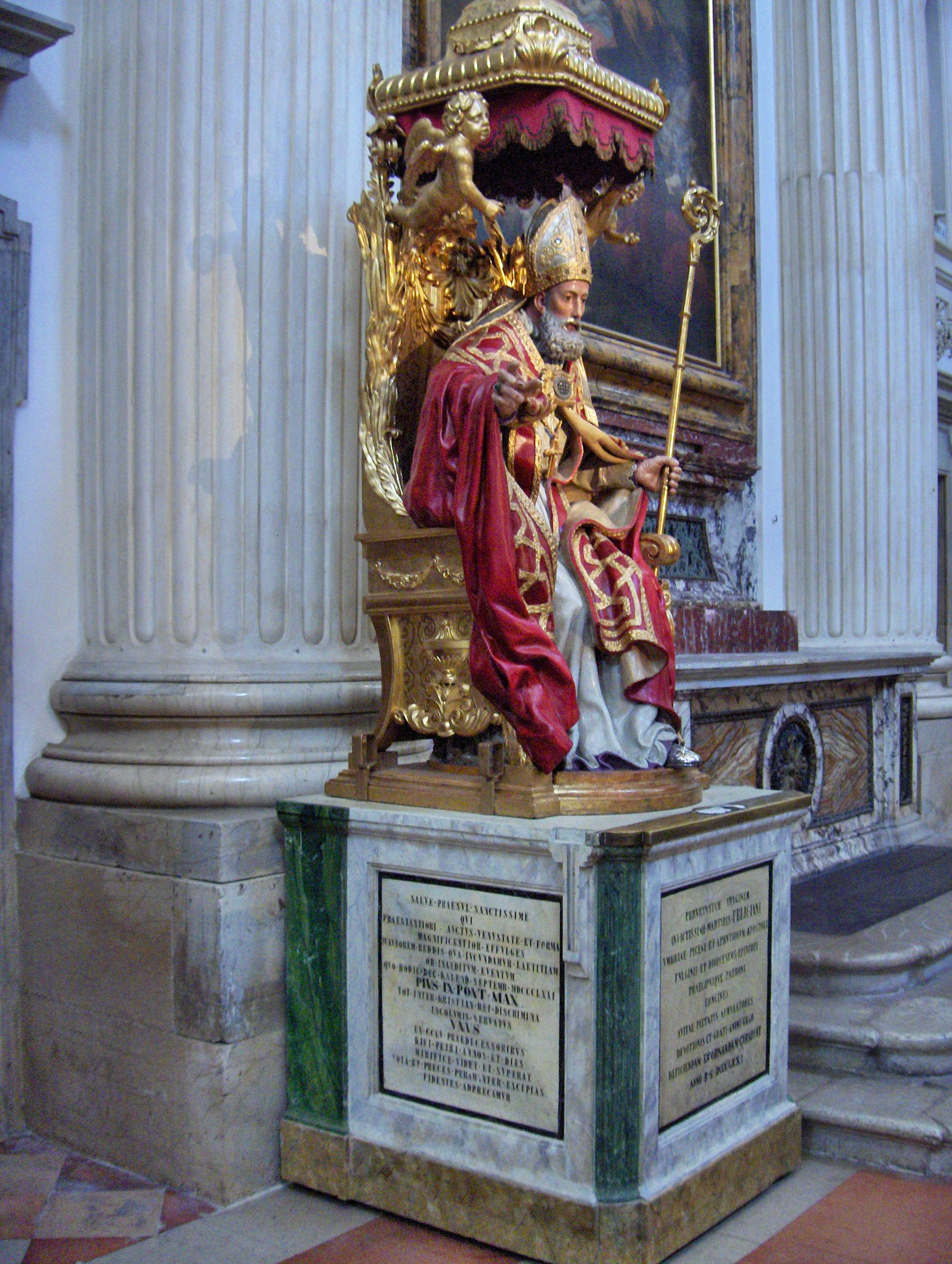
Estàtua de Felicià
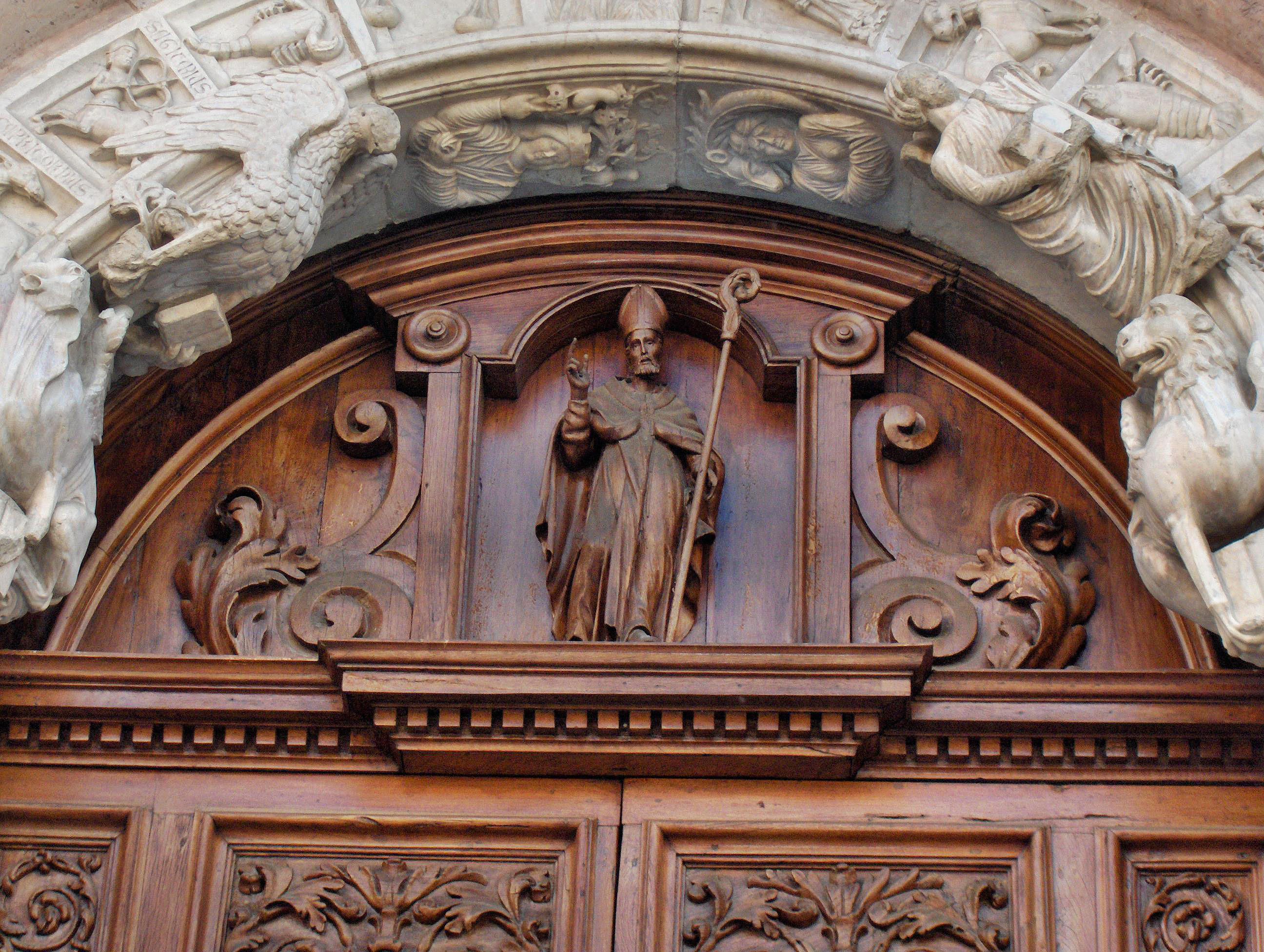
Catedral de Foligno